# Покровська церква (Лозуватка)
Покровська церква (Лозуватка) — перший храм села Лозуватка Верхньодніпровського повіту Катеринославської губернії (нині Криворізького району Дніпропетровської області), традиційний для старовинних козацьких поселень XVIII століття. Заснована 1788 року. Освячена 1793 року. Перебудована 1820 року. Зруйнована у 1930-ті.

## Заснування церкви
Покровська церква споруджувалася за ініціативою осадника Павла Проценка і старости Матвія Півторацького, які на початку 1787 року, за бажанням усього товариства села, почали клопотатися про будівництво у слободі Лозуватка церкви на честь Покрова Божої Матері. Для цього було куплено у державному селі Пушкарівка готову дерев’яну церкву святителя Миколая Чудотворця з належним їй усім церковним начинням, а через Межову експедицію відмежовано від дач при річці Інгулець, біля балки Завертаної, 120 десятин землі для причту майбутньої церкви. 
1 жовтня 1788 року, на свято Покрови Божої Матері, «Екатеринославскаго духовнаго Правления присутствующий священник Кондрат Северский соборне, по надлежащему церковному чиноположению, в слободе Лозоватка освятил место под церковь и положил закладку на сооружение оной».
У 1793 році дерев’яний Свято-Покровський храм Лозуватки за резолюцією Преосвященного Іова, єпископа Феодосійського та Маріупольського, вікарія Катеринославської єпархії був освячений катеринославським протопопом Іваном Станіславським.
До парафії Свято-Покровського храму відносилося не лише село Лозуватка, але й поміщицькі слободи майора Чичерова та капітана Увалова. Загальна кількість прихожан на момент відкриття храму (1793 рік) становила 454 людини (108 дворів). 
Першим священиком храму Покрова Божої Матері був диякон з державного поселення Комісаровки Гавриїл Пугачовський, запрошений за загальною згодою селян ще під час будівництва церкви.

## Історія храму у ХІХ столітті

### Побудова кам’яної споруди
Очевидно через незадовільний стан дерев’яної будівлі церкви, а також неспроможність її вмістити у себе дедалі більше зростаючу кількість прихожан, 1820 року з благословення Преосвященного Іова (Потьомкіна), архієпископа Катеринославського, Херсонського і Таврійського (племінника князя Г. Потьомкіна), стараннями місцевої громади було зведено кам’яну споруду Свято-Покровського храму.
В адміністративному відношенні храм належав до 3-го благочинницького округу Верхньодніпровського повіту Катеринославської губернії. 

### Священнослужителі храму
Станом на 1880 рік, церковний клір складався з двох священиків – настоятеля та помічника настоятеля (двоштатний причт).
Священик Митрофан Хмельницький – настоятель Покровської церкви у другій половині XIX століття. На основі проведених виборів духовенства Катеринославської єпархії (листопад 1974 року) був обраний на посаду окружного слідчого третього благочинницького округу Верхньодніпровського повіту Катеринославської губернії, на якій перебував протягом 1875—1878 років. 31 січня 1875 року був затверджений законовчителем (викладач Закону Божого) та викладачем церковного співу у місцевій школі. 
Священик Андрій Воскобійников – помічник настоятеля за часів отця Митрофана Хмельницького. 31 січня 1875 року був затверджений законовчителем (викладач Закону Божого) у місцевій школі.
Священик Дмитрій Іванов – помічник настоятеля лозуватської церкви, який служив після отця Андрія Воскобійникова. 24 лютого 1883 року був за власним бажанням переведений у Миколаївську церкву села Миколаївка (Купієваха) Верхньодніпровського повіту.
Священик Михаїл Василенко – помічник настоятеля Покровського храму із 12 березня 1883 року. До цього служив у Вознесенській церкві села Миронівка Верхньодніпровського повіту.
Крім священнослужителів до причту храму належав і псаломщик. Відоме ім’я одного з них – Олексія Домаревського, який був визначений на місце псаломщика 1 листопада 1883 року.

### Життя парафії
Селянами на користь церкви було надано 120 десятин землі. 
7 червня 1875 року єпархіальним начальством було дозволено відкрити приходське Попечительство при Покровській церкві. Воно складалося з голови та 7 виборних членів, які затверджувалися на три роки. Першим головою став селянин Йосиф Сергієнко. Крім попечительства при храмі працював ще й староста, який також обирався на три роки. Так, 26 червня 1875 року на посаді церковного старости при Покровській Лозуватській церкві був затверджений державний селянин Максим Суганяка на друге трьохліття.
Труди на користь церкви не залишалися непоміченими церковним священноначаллям. Наприклад, 1883 року прихожанам храму, селянам Семену Нежигаю та Костянтину Терещенку було оголошено архіпастирське благословення та подяка Його Преосвященства, Преосвященного Феодосія (Макаревського), єпископа Катеринославського та Таганрозького за ретельність до храму Божого.

## Історія храму у ХХ столітті

### Життя парафії
Зросла кількість прихожан – за станом на 1908 рік їх нараховувалося 7 932 особи – 4 023 чоловіки та 3 909 жінок. До парафії Покровського храму крім мешканців Лозуватки відносилися й жителі навколишніх сіл – Мар’янівка (в 7 верстах від приходу), Реєвої та Олександрівка (по 6 верст від приходу).
При Покровському храмі продовжувало діяти приходське попечительство. Члени приходу продовжували забезпечувати усім необхідним причт своєї церкви, адже держава виділяла гроші лише на утримання одного священика та двох псаломщиків у розмірі 166 рублів 98 копійок. Тому на потреби священнослужителів було відведено все ті ж 120 десятин землі. Крім того, церквою для них утримувалися житлові будинки. Парафія Покровської церкви займалася певною господарчою діяльністю (хоча й не мала власної просфорні), яка приносила храму 100 рублів.

### Священнослужителі храму
Для того, аби охопити всю паству належною увагою та турботою було збільшено штат церковного причту лозуватської церкви. Тепер він складався із трьох священиків та трьох псаломщиків. 
Настоятелем храму був священик Олександр Хрисанович Данилов. Він закінчив Катеринославську Духовну Семінарію, возведений у сан священика був 1889 року, до Лозуватки направлений у 1897 році, і тоді ж нагороджений набедреником. Станом на 1908 рік був членом повітової Училищної ради, завідувачем шкіл, якими опікувалася його парафія, та законовчителем.
Другим священиком у той самий час був ієрей Іоанн Іоаннович Домовський. Закінчив духовну семінарію у Катеринославі, священний сан отримав 1905 року і тоді ж призначений до Лозуватки. 
Третім священиком був ієрей Михаїл Олексійович Аркатовський. Закінчив курс Симбірської Духовної Семінарії, у сан священика возведений 1888 року, а у Лозуватці перебував з 1902 року. Був нагороджений набедреником у 1898 році, а станом на 1908 рік викладав Закон Божий у місцевій школі. 
Другим псаломщиком у храмі служив Роман Павлович Левин. Закінчив Катеринославське Духовне Училище. Псаломщиком став у 1892 році, а у Лозуватській церкві перебував з 1900 року. 
Третім псаломщиком служив Йосиф Васильович Ткаченко. Здав іспити на псаломщика, яким став у 1905 році, а призначений у Лозуватку 1907 року. Був одружений, мав трьох синів і двох доньок.

### Шкільна справа
При Покровському храмі у селі Лозуватка станом на 1901 рік діяло дві школи грамотності. 
Школа грамотності № 2 була заснована у 1893 році. Навчальна будівля належала самій школі, крім того парафія забезпечувала вчителя квартирою (помешканням). У 1901 році в ній навчалося 116 хлопчиків та 16 дівчаток. Викладачем Закону Божого був настоятель Покровського храму священик Олександр Данилов. Крім нього заняття у школі проводили ще два вчителя – Федір Павловський (завершив навчання у духовному училищі) та Петро Линевський (завершив двокласне міністерське училище). Обидва викладача мали оклад у 150 рублів (отець Олександр на посаді законовчителя окладу не мав, оскільки знаходився на грошовому утриманні як настоятель храму). 
Школа грамотності № 1 була заснована у 1900 році. Навчальна будівля належала церкві, точніше кажучи, заняття проводилися у церковній сторожці. Квартири для вчителя не було, оскільки в школі викладав клірик Покровського храму – псаломщик Роман Левин. З цієї ж причини він й не мав річного окладу. Загалом у цій школі на 1901 рік навчалося лише 15 хлопчиків, тому Роман Левин був і вчителем Закону Божого, і навчав дітей граматиці. 
Часом, деякі школи при Покровській церкві періодично закривалися, зокрема у 1901 році через збіднення населення від трьохлітнього неврожаю, але в подальшому кількість початкових навчальних закладів при лозуватській церкві зростала. У 1908 році їх вже нараховувалося чотири: одна церковно-приходська школа і три школи грамотності, якими завідував настоятель священик Олександр Данилов.

### Зруйнування церкви
Занепадати Покровський храм почав разом із іншими церквами з часів приходу до влади більшовиків. Як і всі інші храми Криворіжжя, він став об’єктом пограбування церковного майна навесні 1922 року. 
У цей нелегкий час відбувався постійний тиск на священнослужителів, проводилася масова антирелігійна пропаганда з метою дискредитації служителів церкви, на хвилі якої священик лозуватського храму Мойсеєв Яків Петрович у січні 1925 року був звинувачений місцевою владою у аморальній поведінці, а інший – священик Синицький – у квітні 1930 року був звинувачений у антиколгоспній агітації, через що четверо колгоспників вимагало його виселення. 
3 грудня 1927 року церква була пограбована невідомими особами. 
Остаточно ліквідований Покровський храм був у 1930-х роках. На місці старовинної церковної споруди, присвяченій Божій Матері, було влаштовано стадіон, який існує й до сьогодні, а один з найбільш старовинних храмів Криворіжжя, на превеликий жаль, залишається невідновленим.